# El Rosal, Michoacán
El Rosal är en ort i Mexiko.   Den ligger i kommunen Tacámbaro och delstaten Michoacán de Ocampo, i den södra delen av landet, 250 km väster om huvudstaden Mexico City. El Rosal ligger 2 266 meter över havet och antalet invånare är 102.
Terrängen runt El Rosal är lite bergig. Runt El Rosal är det ganska tätbefolkat, med 80 invånare per kvadratkilometer. Närmaste större samhälle är Tacámbaro de Codallos, 7,9 km söder om El Rosal. I omgivningarna runt El Rosal växer huvudsakligen savannskog.